# Pythium
Pythium ist eine Gattung parasitischer Eipilze. Sie wurden früher zu den Pilzen gestellt, sind aber eher mit Braunalgen und Goldalgen verwandt. Die meisten Arten sind Pflanzen-Parasiten, jedoch ist Pythium insidiosum ein bedeutender Krankheitserreger bei Tieren, der Pythiosis hervorruft. Die Füße von Trauermücken sind häufig Vektoren zu ihrer Übertragung.

## Morphologie
HyphenPythium-Arten sind – wie andere Vertreter der Pythiaceae – normalerweise dadurch gekennzeichnet, dass sie coenocytische Hyphen ohne Septen ausbilden.
OogonienSie enthalten im Allgemeinen eine einzelne Oospore.
AntheridienSie enthalten ein verlängertes und keulenförmiges Antheridium.

## Ökologische Bedeutung

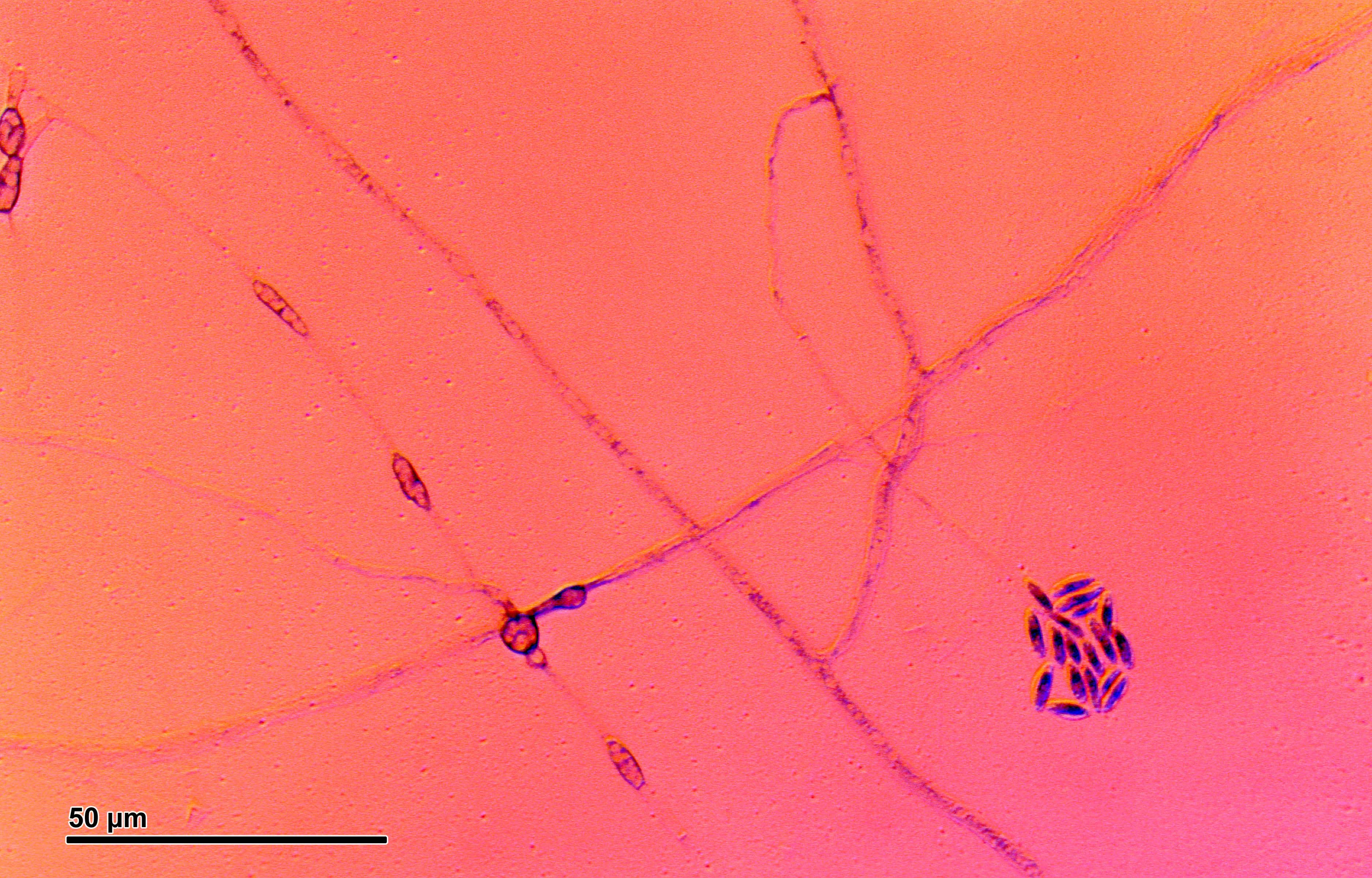
Pythium

Pythium-induzierte Wurzelfäule ist eine verbreitete Krankheit unter Kulturpflanzen. Für durch die Eipilze ausgelöstes Absterben der Keimlinge und Schösslinge ist die Bezeichnung Keimlingsfäule gebräuchlich, ein verbreitetes Problem bei Freiland- und Gewächshauskulturen. Dieser Krankheitskomplex umfasst normalerweise auch andere Pathogene wie Phytophthora-Arten und Rhizoctonia solani. Die durch Pythium ausgelöste Welke folgt einer Zoosporen-Infektion älterer Pflanzen, die zu biotrophischen Infektionen führt, welche wiederum in Folge eines Kolonisations-/Reinfektionsdrucks oder verschiedener äußerer Stressfaktoren nekrotrophisch werden und zu mehr oder weniger ernsthaftem Welken führen, ausgelöst durch die geschädigten Wurzelfunktionen.
Viele Pythium-Arten sind wie die nahe verwandten Phytophthora-Arten Phytopathogene mit ökonomischer Bedeutung in der Landwirtschaft. Pythium-Arten sind im Allgemeinen wenig wirtsspezifisch, im Gegensatz zu den Phytophthora-Arten. Aus diesem Grund wirken die Vertreter der Gattung Pythium desaströser durch ihre Wurzelfäulen in Kulturpflanzen, weil eine Fruchtfolge allein die Pathogene nicht beseitigt, die außerdem noch gute Saprobionten sind und lange Zeit noch von toter pflanzlicher organischer Substanz leben können.
Bei Feldfrüchten ist das Ausmaß der Zerstörung durch Pythium spp. oft auf die befallenen Felder beschränkt, da die freibeweglichen Zoosporen auf reichlich Oberflächenwasser angewiesen sind, um sich ausbreiten zu können. Zusätzlich dienen die Bodenkapillaren als effektive natürliche Filter, die viele Zoosporen zurückhalten. In Hydrokulturen innerhalb von Gewächshäusern, in denen intensive pflanzliche Monokulturen in Nährstofflösungen (mit Stickstoff, Kalium, Phosphaten und Mikronährstoffen) aufgezogen werden und das den Kulturen kontinuierlich in einem Kreislaufsystem zugeführt wird, können Pythium-Arten jedoch intensive und zerstörerische Wurzelfäulen hervorrufen, die oft schwer zu verhindern oder zu bekämpfen sind. Die Wurzelfäule beeinflusst das gesamte System (zehntausende Pflanzen in vielen Einheiten) innerhalb von zwei bis vier Tagen bis in die Tiefen der Hydrokulturen, in denen die blanken Wurzeln den Lösungen mit den frei beweglichen Zoosporen ausgesetzt sind.
Mehrere Pythium-Arten, darunter Pythium oligandrum, P. nunn, P. periplocum und P. acanthicum, sind  Mycoparasiten pflanzenpathogener Pilze und Eipilze. Sie sind deshalb ins Interesse der biologischen Schädlingsbekämpfung gerückt.

## Arten
- Pythium acanthicum
- Pythium acanthophoron
- Pythium acrogynum
- Pythium adhaerens
- Pythium amasculinum
- Pythium anandrum
- Pythium angustatum
- Pythium aphanidermatum
- Pythium apleroticum
- Pythium aquatile
- Pythium aristosporum
- Pythium arrhenomanes
- Pythium attrantheridium
- Pythium bifurcatum
- Pythium boreale
- Pythium buismaniae
- Pythium butleri
- Pythium camurandrum
- Pythium campanulatum
- Pythium canariense
- Pythium capillosum
- Pythium carbonicum
- Pythium carolinianum
- Pythium catenulatum
- Pythium chamaehyphon
- Pythium citrinum
- Pythium coloratum
- Pythium conidiophorum
- Pythium contiguanum
- Pythium cryptoirregulare
- Pythium cucurbitacearum
- Pythium cylindrosporum
- Pythium cystogenes
- Pythium debaryanum
- Pythium deliense
- Pythium destruens
- Pythium diclinum
- Pythium dimorphum
- Pythium dissimile
- Pythium dissotocum
- Pythium echinulatum
- Pythium emineosum
- Pythium erinaceum
- Pythium flevoense
- Pythium folliculosum
- Pythium glomeratum
- Pythium graminicola
- Pythium grandisporangium
- Pythium guiyangense
- Pythium helicandrum
- Pythium helicoides
- Pythium heterothallicum
- Pythium hydnosporum
- Pythium hypogynum
- Pythium indigoferae
- Pythium inflatum
- Pythium insidiosum
- Pythium intermedium
- Pythium irregulare
- Pythium iwayamae
- Pythium jasmonium
- Pythium kunmingense
- Pythium litorale
- Pythium longandrum
- Pythium longisporangium
- Pythium lutarium
- Pythium macrosporum
- Pythium mamillatum
- Pythium marinum
- Pythium marsipium
- Pythium mastophorum
- Pythium megacarpum
- Pythium middletonii
- Pythium minus
- Pythium monospermum
- Pythium montanum
- Pythium multisporum
- Pythium myriotylum
- Pythium nagaii
- Pythium nodosum
- Pythium nunn
- Pythium oedochilum
- Pythium okanoganense
- Pythium oligandrum
- Pythium oopapillum
- Pythium ornacarpum
- Pythium orthogonon
- Pythium ostracodes
- Pythium pachycaule
- Pythium pachycaule
- Pythium paddicum
- Pythium paroecandrum
- Pythium parvum
- Pythium pectinolyticum
- Pythium periilum
- Pythium periplocum
- Pythium perniciosum
- Pythium perplexum
- Pythium phragmitis
- Pythium pleroticum
- Pythium plurisporium
- Pythium polare
- Pythium polymastum
- Pythium porphyrae
- Pythium prolatum
- Pythium proliferatum
- Pythium pulchrum
- Pythium pyrilobum
- Pythium quercum
- Pythium radiosum
- Pythium ramificatum
- Pythium regulare
- Pythium rhizo-oryzae
- Pythium rhizosaccharum
- Pythium rostratifingens
- Pythium rostratum
- Pythium salpingophorum
- Pythium scleroteichum
- Pythium segnitium
- Pythium spiculum
- Pythium spinosum
- Pythium splendens
- Pythium sterilum
- Pythium stipitatum
- Pythium sulcatum
- Pythium terrestris
- Pythium torulosum
- Pythium tracheiphilum
- Pythium ultimum
- Pythium uncinulatum
- Pythium undulatum
- Pythium vanterpoolii
- Pythium viniferum
- Pythium violae
- Pythium volutum
- Pythium zingiberis
- Pythium zingiberum

Globisporangium sylvaticum wurde früher als Pythium sylvaticum in dieser Gattung geführt.

## Weitere Quellen
- A. J. van der Plaats-Niterink: Monograph of the genus Pythium. In: Studies in Mycology. 21. Jahrgang, 1981, S. 1–242.
- C. André Lévesque, Arthur W. M. de Cock: Molecular phylogeny and taxonomy of the genus Pythium. In: Mycological Research. 108. Jahrgang, Nr. 12, 2004, S. 1363–1383, doi:10.1017/S0953756204001431.